# Darlene Glória
Darlene Glória, nome artístico de Helena Maria Glória Vianna (São José do Calçado, 20 de março de 1942), é uma atriz, radioatriz, radialista, cantora, escritora e apresentadora
brasileira.

## Biografia
Darlene Glória começou sua carreira como cantora em uma rádio de Cachoeiro do Itapemirim no final da década de 1950. Em 1958 foi Miss Cachoeiro do Itapemirim e tempos depois veio para o Rio de Janeiro tentar a carreira artística.
Começou a se apresentar em programas de calouros, se tornou radioatriz e foi vedete do teatro de revista até estrear no cinema em 1964 em Um Ramo Para Luíza. A consagração, contudo, veio em 1973, no filme Toda Nudez Será Castigada, em que viveu a prostituta Geni, ao lado de Paulo Porto. O filme ganhou dois Kikitos no Festival de Gramado, inclusive o de melhor atriz. Ela também conquistou o Coruja de Ouro por esse mesmo papel.
Na televisão ela estreou em 1969 em Véu de Noiva, novela de Janete Clair para a TV Globo. Fez depois também O Bofe na mesma emissora.
No final dos anos 70 a atriz passou por um período de depressão e tentou o suicídio. Abandonou a carreira artística, tornou-se evangélica e assumiu o nome de pastora Helena Brandão. Neste período, se apresentava em teatros juntamente com a banda de rock Rebanhão e com o duo Edson e Tita. Nesta época, também foi homenageada com a música "Helena (Todo Pecado será Perdoado)", do cantor Janires, lançada no álbum Janires e Amigos (1985).
Voltou à carreira em 1987 na novela Carmem, da TV Manchete, e depois se mudou para Nova York, onde passou a produzir filmes e vídeos evangélicos. De volta ao Brasil, fez pequenas aparições na TV em programas como Você Decide e A Diarista.
Em 2006 retornou ao cinema com a personagem Vera do filme Anjos do Sol, de Rudi Lagemann. E em 2008 esteve no filme de estreia de Selton Mello como diretor, Feliz Natal.

## Carreira

### Cinema
| Ano  | Título                              | Personagem               |
| ---- | ----------------------------------- | ------------------------ |
| 1965 | Um Ramo para Luísa                  | Jane                     |
| 1965 | São Paulo, Sociedade Anônima        | Ana                      |
| 1965 | Choque de Sentimentos               | —                        |
| 1966 | Paraíba, Vida e Morte de um Bandido | Dona Clara               |
| 1966 | Nudista à Força                     | —                        |
| 1967 | Terra em Transe                     | Mulher da Orgia          |
| 1968 | Os Viciados                         | Eugênia                  |
| 1969 | Papai Trapalhão                     | —                        |
| 1969 | Os Raptores                         | Mulher de Sena           |
| 1969 | Os Paqueras                         | Suzy                     |
| 1969 | O Matador Profissional              | A bela mulher            |
| 1969 | Golias contra o Homem das Bolinhas  | Irene                    |
| 1971 | Os Devassos                         | Rosenda                  |
| 1971 | Lua de Mel e Amendoim               | Amiga da mãe de Serginho |
| 1972 | Eu Transo, Ela Transa               | Gilda                    |
| 1972 | A Viúva Virgem                      | Tamara                   |
| 1973 | Toda Nudez Será Castigada           | Geni                     |
| 1973 | Os Homens Que Eu Tive               | Pity                     |
| 1974 | Um Homem Célebre                    | Marcela                  |
| 1974 | O Marginal                          | Leina                    |
| 1999 | Até que a Vida nos Separe           | Mãe de João              |
| 2004 | Ninguém Suporta a Glória            | Ela Mesma                |
| 2005 | Rubi                                | Membro da família        |
| 2006 | Anjos do Sol                        | Vera                     |
| 2008 | Feliz Natal                         | Mércia                   |
| 2011 | Três Vezes por Semana               | Senhora                  |
| 2013 | Corpo Presente                      | Cliente do salão         |
| 2016 | Só pelo Amor Vale a Vida            | Dona                     |
| 2018 | Beiço de Estrada                    | Madame Lili              |

### Televisão
| Ano  | Título                       | Personagem     | Notas                                 |
| ---- | ---------------------------- | -------------- | ------------------------------------- |
| 1966 | O Porto dos Sete Destinos    | Ângela         |                                       |
| 1969 | Véu de Noiva                 | Leda           |                                       |
| 1972 | O Bofe                       | Darlene        |                                       |
| 1985 | Caso Verdade                 | Helena         | Episódio: "Todo Pecado Será Perdoado" |
| 1987 | Carmen                       | Verônica/Ester |                                       |
| 1990 | Araponga                     | Daisy Sheldon  |                                       |
| 1991 | O Guarani                    | Dona Laureana  |                                       |
| 1997 | Você Decide                  | —              | Episódio: "Na Sombra do Passado"      |
| 1998 | Pecado Capital               | Aurora         |                                       |
| 2004 | A Diarista                   | Madame Gigi    | Episódio: "Aquele das Termas"         |
| 2009 | Mutantes - Promessas de Amor | Arlete         |                                       |
| 2009 | Força-Tarefa                 | Lara           | Episódio: "Apartamento 124"           |

## Prêmios e indicações
| Ano  | Prêmio                              | Indicação                | Trabalho                  | Resultado | ref    |
| ---- | ----------------------------------- | ------------------------ | ------------------------- | --------- | ------ |
| 1973 | Festival de Gramado                 | Melhor Atriz             | Toda Nudez Será Castigada | Venceu    | [ 11 ] |
| 2007 | Prêmio Guarani de Cinema Brasileiro | Melhor Atriz Coadjuvante | Anjos do Sol              | Indicado  | [ 12 ] |
| 2008 | Festival de Cinema de Paulínia      | Melhor Atriz Coadjuvante | Feliz Natal               | Venceu    | [ 13 ] |
| 2009 | Grande Prêmio do Cinema Brasileiro  | Melhor Atriz             | Feliz Natal               | Indicado  |        |
| 2009 | Prêmio Contigo! de Cinema Nacional  | Melhor Atriz Coadjuvante | Feliz Natal               | Indicado  |        |
| 2018 | Festival de Cinema de Caruaru       | Melhor Atriz             | Beiço de Estrada          | Venceu    | [ 14 ] |
| 2018 | Fest Aruanda                        | Melhor Atriz             | Beiço de Estrada          | Venceu    | [ 14 ] |